# Aruküla (Raasiku)
Aruküla is een plaats in de Estlandse gemeente Raasiku, provincie Harjumaa. De plaats heeft de status van vlek (Estisch: alevik). Het is de hoofdplaats van de gemeente.
Aruküla heeft een station aan de spoorlijn Tallinn - Narva.

## Bevolking
De plaats had 1965 inwoners op 31 december 2011 en 2198 inwoners op 31 december 2021.